# 宮下早紀
宮下 早紀（みやした さき、12月4日 - ）は、日本の女性声優。奈良県出身。東京俳優生活協同組合所属。

## 経歴
「第6回 シグマ・セブン声優オーディション2015」に合格し、2016年4月よりシグマ・セブンeに所属。
2018年7月、テレビアニメ『はるかなレシーブ』の比嘉かなた役で初の主役を演じる。
2022年3月31日をもってシグマ・セブンeを退所してフリーで活動した後、2022年7月1日に東京俳優生活協同組合に所属した。

## 人物・エピソード

### 声優になるきっかけ
小学生くらいの時は、アニメ、漫画が好きで、それを見ていくうちに自然と自分の中で「(声優に)なりたいな」と思った。姉が声優が出演していたイベントのDVDを買っており、それを一緒に見ていた時、声優がアニメーションの出演だけではなく、トーク、音楽活動など幅広く色々な活動していたこともあり、「かっこいいな」と思い、声優を目指したという。

### 趣味・嗜好
趣味は散歩と音楽鑑賞、特技は歌唱。
書道2段、アロマテラピー検定1級の資格を持っている。
好きな食べ物はカレー、エビマヨ、りんご。
好きなアニメは灼眼のシャナ。
好きな漫画はホリック。
十八番は君の知らない物語。
レオパードゲッコー（ヒョウモントカゲモドキ）のまめたちゃんと、フトアゴヒゲトカゲのハイパーレッドハイポトランスのチョリソーくんと共に暮らしている。
夢はカスタードクリームのお風呂で泳ぐこと。
野望は自身のWikipediaの出演作品覧をめちゃくちゃスクロールしなきゃ見れないくらい増やすこと。

## 出演
太字はメインキャラクター。

### テレビアニメ
2016年
- アイカツスターズ!（生徒）

2017年
- 時間の支配者（女性B）
- アニメガタリズ（コンパニオン）

2018年
- PERSONA5 the Animation（女子生徒A、ミカ、花屋の店員）
- はるかなレシーブ（比嘉かなた）

2019年
- 荒野のコトブキ飛行隊（姐さん）
- ひとりぼっちの○○生活（小篠咲真世）
- ヴィンランド・サガ（子供）
- 放課後さいころ倶楽部（武笠美姫）

2020年
- マギアレコード 魔法少女まどか☆マギカ外伝（クラスメイト）
- あひるの空（女子生徒）
- トミカ絆合体 アースグランナー（飼い主、澤藤リョーコ、観客B、バルーガ第一形態、ミニジャモク 他）
- 恋とプロデューサー〜EVOL×LOVE〜（女子生徒）

2021年
- 装甲娘戦機（スズノ）
- ホリミヤ（女子高校生）
- ワンダーエッグ・プライオリティ（吉田ヤエ）
- 探偵はもう、死んでいる。（シエスタ）
- うらみちお兄さん（子供）
- 小林さんちのメイドラゴンS（村の少年）
- 舞妓さんちのまかないさん（2021年 - 2022年、舞妓）

2022年
- 夫婦以上、恋人未満。（桜坂詩織）

2023年
- クレヨンしんちゃん（ギャルA）
- 好きな子がめがねを忘れた（火渕結衣花）

2024年
- 神之塔 -Tower of God-（マナ） - 2シリーズ
- ハズレ枠の【状態異常スキル】で最強になった俺がすべてを蹂躙するまで（セラス・アシュレイン）
- 妖怪学校の先生はじめました!（みーくん〈少年佐野〉）

2025年
- サラリーマンが異世界に行ったら四天王になった話（キャットシーB）

### 劇場アニメ
2025年
- ヴァージン・パンク Clockwork Girl（神氷羽舞）

### ゲーム
2016年
- チェインクロニクル（チムニィ）
- 刻のイシュタリア（ルリム、キキーモラ、ハーピー、チョウヒ、エイハブ）
- ワールドチェイン（ラクシュミー・バーイー）

2017年
- モン娘☆は〜れむ（ホワイトリリー）
- 幻獣姫（ヒノカグツチ）

2018年
- クイズRPG 魔法使いと黒猫のウィズ（セツナ）
- きららファンタジア（2018年 - 2022年、比嘉かなた）

2019年
- モンスターストライク（2019年 - 2024年、ベガ、ミハネ、クリスティーヌ）
- Project NOAH（エルシェ・リオハス）
- 荒野のコトブキ飛行隊 大空のテイクオフガールズ！（姐さん）
- ペルソナ5 ザ・ロイヤル
- アクション対魔忍（星乃深月）

2020年
- 東方LostWord（大妖精、メディスン・メランコリー、スターサファイア、本居小鈴、レイセン）

2021年
- 少女キャリバー.io（エクスカリバー）
- 共闘ことばRPG コトダマン（テイサチュウバツ）
- Paradigm Paradox（カオリ）

2022年
- ヘブンバーンズレッド（2022年 - 2025年、蒼井えりか）
- 機動戦士ガンダム U.C. ENGAGE（2022年 - 2025年、ミネバ・ラオ・ザビ）
- けものフレンズ3 （コウノトリ）

2024年
- ウマ娘 プリティーダービー（スティルインラブ）
- ウマ娘 プリティーダービー 熱血ハチャメチャ大感謝祭!（スティルインラブ）
- 魔女のふろーらいふ（方丈千莉）

2025年
- 魔女ガミ－The Witch of Luludidea－（カルマ）

### ドラマCD
- 墜落JKと廃人教師（2019年） - 花とゆめ 2019年16号付録ドラマCD

### オーディオブック
- 探偵はもう、死んでいる。（2021年、ナレーター[41]）

### 特撮
- ビッ友×戦士 キラメキパワーズ!（2021年、ぴっぴぃの声[42]）

### ラジオ
※はインターネット配信。
- はるかなレシーブ わたしたちは、スタジオの中でペアになった――（2018年、音泉※）[43]
- 探偵と助手の【たんもしRADIO】（2021年、音泉※）[44]

### ラジオCD
- ＜音泉＞スペシャルCD2018夏（2018年）[45]
- アニメ 「ひとりぼっちの○○生活」 BD&DVD 第4巻 初回生産特典ラジオCD2（2019年）[46][47]

### インターネットテレビ
- 宮下早紀のサキモノ！！（2021年 - 、ニコニコ生放送・YouTube Live）[48][49]
- 宮下早紀のStreaming Club（2024年 - 、YouTube Live）[50]

### ナレーション
- 大阪市立科学館 プラネタリウム リニューアル記念作品 「宇宙ヒストリア－138億年、原子の旅－」（2019年）[51]
- ガイドブック動画 「大注目観光地！北海道のグルメタウン〜釧路〜」（2019年）[52]
- ボドゲであそぼ 2ターンめ！ DVD 第4巻（2020年、武笠美姫[53]）
- MF文庫J「夏のスポーツフェスティバル！」 TVCM（2021年）[54]
- MF文庫J 聖剣学院の魔剣使い PV（2021年）[55]
- MF文庫J 神は遊戯に飢えている。 PV（2022年）[56]
- グリーンチャンネル 水曜馬スペ! トレセンゴルフ同好会（2025年）[57][58][59]

### その他コンテンツ
- 水樹奈々のMの世界 ラジオドラマ 「７デイズ・ミステリィ〜水樹奈々失踪事件〜」（2020年、ありさ[60]）
- 【電撃文庫ボイスドラマ】『三角の距離は限りないゼロ』（2021年、須藤伊津佳[61]、女性生徒2[62]、LINE通知[63]）
- コナミアミューズメント FORTUNE TRINITY 時空のダイヤモンド（2023年 -、サニー）

## ディスコグラフィ

### キャラクターソング
| 発売日   | 商品名                                    | 歌 | 楽曲                                  | 備考                                                   |
| 2018年   | 2018年                                    | 2018年 | 2018年                                | 2018年                                                 |
| -------- | ----------------------------------------- | --- | ------------------------------------- | ------------------------------------------------------ |
| 8月22日  | FLY two BLUE                              | 大空遥（優木かな）、比嘉かなた（宮下早紀） | 「FLY two BLUE」                      | テレビアニメ『はるかなレシーブ』オープニングテーマ     |
| 8月22日  | Wish me luck!!!!                          | 大空遥（優木かな）、比嘉かなた（宮下早紀）、トーマス・紅愛（種﨑敦美）、トーマス・恵美理（末柄里恵） | 「Wish me luck!!!!」                  | テレビアニメ『はるかなレシーブ』エンディングテーマ     |
| 10月24日 | はるかなレシーブ BD・DVD第2巻特典CD       | 比嘉かなた（宮下早紀） | 「揺れる波の彼方に」 「FLY two BLUE」 | テレビアニメ『はるかなレシーブ』関連曲                 |
| 12月21日 | はるかなレシーブ BD・DVD第4巻特典CD       | 比嘉かなた（宮下早紀） | 「Wish me luck!!!!」                  | テレビアニメ『はるかなレシーブ』関連曲                 |
| 2019年   |                                           | |                                       |                                                        |
| 2月27日  | はるかなレシーブ BD・DVD第6巻特典CD       | 大空遥（優木かな）、比嘉かなた（宮下早紀）、トーマス・紅愛（種﨑敦美）、トーマス・恵美理（末柄里恵）、大城あかり（木村千咲） | 「ツナガル」                          | テレビアニメ『はるかなレシーブ』関連曲                 |
| 10月23日 | On the Board                              | 武笠美姫（宮下早紀）、高屋敷綾（高野麻里佳）、大野翠（富田美憂） | 「On the Board」                      | テレビアニメ『放課後さいころ倶楽部』エンディングテーマ |
| 10月23日 | On the Board                              | 武笠美姫（宮下早紀）、高屋敷綾（高野麻里佳）、大野翠（富田美憂） | 「笑顔のパスポート」                  | テレビアニメ『放課後さいころ倶楽部』関連曲             |
| 2024年   |                                           | |                                       |                                                        |
| 6月26日  | ウマ娘 プリティーダービー WINNING LIVE 19 | スティルインラブ（宮下早紀）、ラインクラフト（小島菜々恵）、シーザリオ（佐藤榛夏）、エアメサイア（根本優奈）、デアリングハート（希水しお） | 「Unite!!」                           | ゲーム『ウマ娘 プリティーダービー』関連曲              |
| 6月26日  | ウマ娘 プリティーダービー WINNING LIVE 19 | マンハッタンカフェ（小倉唯）、ミホノブルボン（長谷川育美）、アグネスタキオン（上坂すみれ）、アドマイヤベガ（咲々木瞳）、ヴィブロス（伊藤彩沙）、ダンツフレーム（福嶋晴菜）、ジャングルポケット（藤本侑里）、スティルインラブ（宮下早紀）、ネオユニヴァース（白石晴香）、ラインクラフト（小島菜々恵）、シーザリオ（佐藤榛夏）、エアメサイア（根本優奈）、デアリングハート（希水しお） | 「うまぴょい伝説」                    | ゲーム『ウマ娘 プリティーダービー』関連曲              |
| 9月4日   | ウマ娘 プリティーダービー WINNING LIVE 21 | スペシャルウィーク (和氣あず未) 、サイレンススズカ (高野麻里佳) 、トウカイテイオー (Machico) 、オグリキャップ (高柳知葉) 、ゴールドシップ (上田 瞳) 、ウオッカ (大橋彩香) 、ダイワスカーレット (木村千咲) 、グラスワンダー (前田玲奈) 、メジロマックイーン (大西沙織) 、エルコンドルパサー (髙橋ミナミ) 、シンボリルドルフ (田所あずさ) 、エアグルーヴ (青木瑠璃子) 、セイウンスカイ (鬼頭明里) 、スイープトウショウ (杉浦しおり) 、マチカネフクキタル (新田ひより) 、ミスターシービー (天海由梨奈) 、メジロドーベル (久保田ひかり) 、キングヘイロー (佐伯伊織) 、サトノダイヤモンド (立花日菜) 、キタサンブラック (矢野妃菜喜) 、ツルマルツヨシ (青山吉能)、メジロブライト (大西綺華) 、アストンマーチャン (井上ほの花) 、スティルインラブ (宮下早紀) 、ハッピーミーク (吉咲みゆ)                                                            | 「どどっと優勝！大感謝祭！！！」      | ゲーム『ウマ娘 プリティーダービー』関連曲              |
| 9月4日   | ウマ娘 プリティーダービー WINNING LIVE 21 | スティルインラブ（宮下早紀） | 「愛舞い、喰らい。」                  | ゲーム『ウマ娘 プリティーダービー』関連曲              |
| 9月4日   | ウマ娘 プリティーダービー WINNING LIVE 21 | スペシャルウィーク (和氣あず未) 、サイレンススズカ (高野麻里佳) 、トウカイテイオー (Machico) 、オグリキャップ (高柳知葉) 、ゴールドシップ (上田 瞳) 、ウオッカ (大橋彩香) 、ダイワスカーレット (木村千咲) 、グラスワンダー (前田玲奈) 、メジロマックイーン (大西沙織) 、エルコンドルパサー (髙橋ミナミ) 、シンボリルドルフ (田所あずさ) 、エアグルーヴ (青木瑠璃子) 、セイウンスカイ (鬼頭明里) 、スイープトウショウ (杉浦しおり) 、マチカネフクキタル (新田ひより) 、ミスターシービー (天海由梨奈) 、メジロドーベル (久保田ひかり) 、キングヘイロー (佐伯伊織) 、サトノダイヤモンド (立花日菜) 、キタサンブラック (矢野妃菜喜) 、ツルマルツヨシ (青山吉能) 、メジロブライト (大西綺華) 、メジロラモーヌ (東山奈央)、アストンマーチャン (井上ほの花) 、スティルインラブ (宮下早紀) 、ジェンティルドンナ (芹澤 優) 、ハッピーミーク (吉咲みゆ) | 「うまぴょい伝説」                    | ゲーム『ウマ娘 プリティーダービー』関連曲              |
| 2025年   |                                           | |                                       |                                                        |
| 7月9日   | ウマ娘 プリティーダービー WINNING LIVE 28 | デアリングタクト(羊宮妃那)、メジロラモーヌ(東山奈央)、ヴィブロス(伊藤彩沙)、スティルインラブ(宮下早紀)、ジェンティルドンナ(芹澤優)、アーモンドアイ(石原夏織)、グランアレグリア(夏目妃菜)、ラヴズオンリーユー(久保田未夢)、クロノジェネシス(真名瀬日和) | 「黎明に咲く華」                      | ゲーム『ウマ娘 プリティーダービー』関連曲              |

## ライブ・イベント

### ライブ
| 出演日                | タイトル                                                                                   | 会場                               | 備考 |
| --------------------- | ------------------------------------------------------------------------------------------ | ---------------------------------- | ---- |
| 2024年3月22日         | ウマ娘 プリティーダービー 5th EVENT ARENA TOUR GO BEYOND - NEW GATE - （スティルインラブ） | 大阪城ホール（大阪府）             |      |
| 2024年8月31日・9月1日 | ウマ娘 プリティーダービー Twinkle Circle! in HAKODATE （スティルインラブ）                 | 函館アリーナ（北海道）             |      |
| 2024年9月28日・29日   | ウマ娘 プリティーダービー Twinkle Circle! in AICHI （スティルインラブ）                    | Aichi Sky Expo ホールA（愛知県）   |      |
| 2024年11月16日・17日  | ウマ娘 プリティーダービー Twinkle Circle! in OSAKA （スティルインラブ）                    | インテックス大阪 5号館（大阪府）   |      |
| 2024年12月15日        | ウマ娘 プリティーダービー Twinkle Circle! in FUKUOKA（スティルインラブ）                   | マリンメッセ福岡 B館（福岡県）     | MC   |
| 2024年12月31日        | 第8回 ももいろ歌合戦 ～愛の大晦日～ （スティルインラブ）                                   | 日本武道館（東京都）               |      |
| 2025年5月24日         | ウマ娘 プリティーダービー 6th EVENT The New Frontier 春公演 （スティルインラブ）           | さいたまスーパーアリーナ（埼玉県） |      |

### イベント
| 出演日              | タイトル | 会場                                                                        | 備考                |
| ------------------- | --- | --------------------------------------------------------------------------- | ------------------- |
| 2018年3月25日       | 『はるかなレシーブ』スペシャルステージ （比嘉かなた）                                                             | KADOKAWAブース 東2ホール A-3（東京都）                                      |                     |
| 2018年6月30日       | 『はるかなレシーブ』先行上映会 （比嘉かなた）                                                                     | ユナイテッド・シネマ豊洲 スクリーン10（東京都）                             |                     |
| 2018年7月16日       | 祝、海の日！TVアニメ「はるかなレシーブ」スペシャルイベント （比嘉かなた）                                         | AKIHABARAゲーマーズ本店 6Fイベントスペース（東京都）                        |                     |
| 2018年9月23日       | TVアニメ「はるかなレシーブ」フィナーレイベント （比嘉かなた）                                                     | 科学技術館 サイエンスホール（東京都）                                       |                     |
| 2019年5月25日       | ゲームマーケット2019春 『放課後さいころ倶楽部』スペシャルイベント （武笠美姫）                                    | 東京ビッグサイト(東京国際展示場) 「すごろくや」ブース【エリア29】（東京都） |                     |
| 2019年9月11日       | TVアニメ『放課後さいころ倶楽部』放送直前先行上映会 （武笠美姫）                                                   | 新宿バルト9 シアター8（東京都）                                             |                     |
| 2019年9月21日       | TVアニメ『放課後さいころ倶楽部』放送直前スペシャルステージ （武笠美姫）                                           | みやこめっせ オープンステージ（京都府）                                     |                     |
| 2022年1月8日        | 「探偵はもう、死んでいる。」スペシャルトークイベント （シエスタ）                                                 | 神楽座(KADOKAWA富士見ビル1F)（東京都）                                      |                     |
| 2024年5月19日       | TVアニメ「ハズレ枠の【状態異常スキル】で最強になった俺がすべてを蹂躙するまで」先行上映会 （セラス・アシュレイン） | グランドシネマサンシャイン 池袋（東京都）                                   |                     |
| 2024年7月13日       | SECONDSHOT presents S・G・F -SINGLE DERBY- NEW GENERATION 2024 SUMMER                                             | 科学技術館 サイエンスホール（東京都）                                       | 夜の部              |
| 2024年11月10日      | 『ウマ娘 プリティーダービー』WINNING LIVE 21 発売記念イベント （スティルインラブ）                                | 首都圏某所                                                                  |                     |
| 2024年12月8日       | ウマ娘 プリティーダービー コラボ記念トークショー （スティルインラブ）                                             | 大井競馬場 トゥインクルステージ（東京都）                                   |                     |
| 2024年12月21日      | ウマ娘 プリティーダービー×ウィナーズレディコラボ in 中山競馬場 （スティルインラブ）                               | 中山競馬場 ウィナーズサークル（千葉県）                                     | 9レース ～ 12レース |
| 2025年4月5日        | 鈴木絵理のボドゲナイトvol2～広くて素敵な家に引っ越す前に、カルカルでイベントしてみた～                            | 東京カルチャーカルチャー（東京都）                                          |                     |
| 2025年6月21日・22日 | ★KIRAKIRA VOICE LAND VOL.106★ MORGUE×CHRONICLE LXXⅤ Rapunzel 終わらない螺旋の先へと                               | シアターウィング（東京都）                                                  |                     |
| 2025年8月10日       | HAIKYO FESTIVAL                                                                                                   | 成田国際文化会館 大ホール（千葉県）                                         |                     |

### シリーズ一覧
1. ↑  第2期『王子の帰還』（2024年）、第2期『工房戦』（2024年）